# Château de Lardimalie
Le château de Lardimalie est situé sur la commune de Saint-Pierre-de-Chignac, dans le département de la Dordogne.
Il a été la propriété de la famille de Foucauld, ancêtres de Charles de Foucauld, saint de l'Église catholique, qui le visita notamment l'été 1884.

## Historique
Le château actuel a été construit en remplacement d'une ancienne forteresse.
Le monument fait l’objet d’une inscription au titre des monuments historiques depuis le 9 novembre 1984.
Lors de la dispersion du mobilier de la chartreuse de Vauclaire à Montpon-Ménestérol, une porte du XVIIe siècle en noyer, classée en 1981 au titre des monuments historiques, a été installée dans le château de Lardimalie.

## Galerie

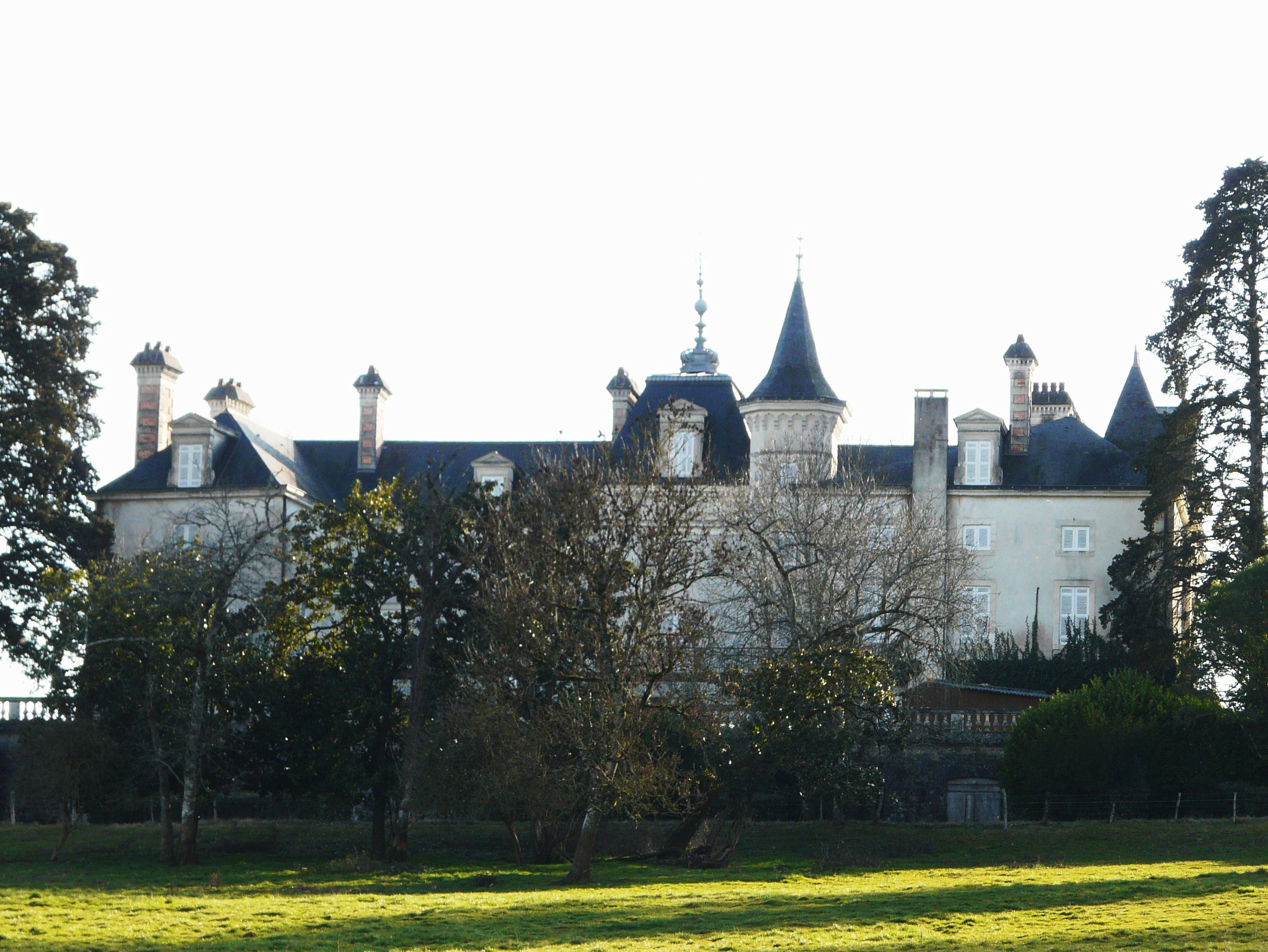
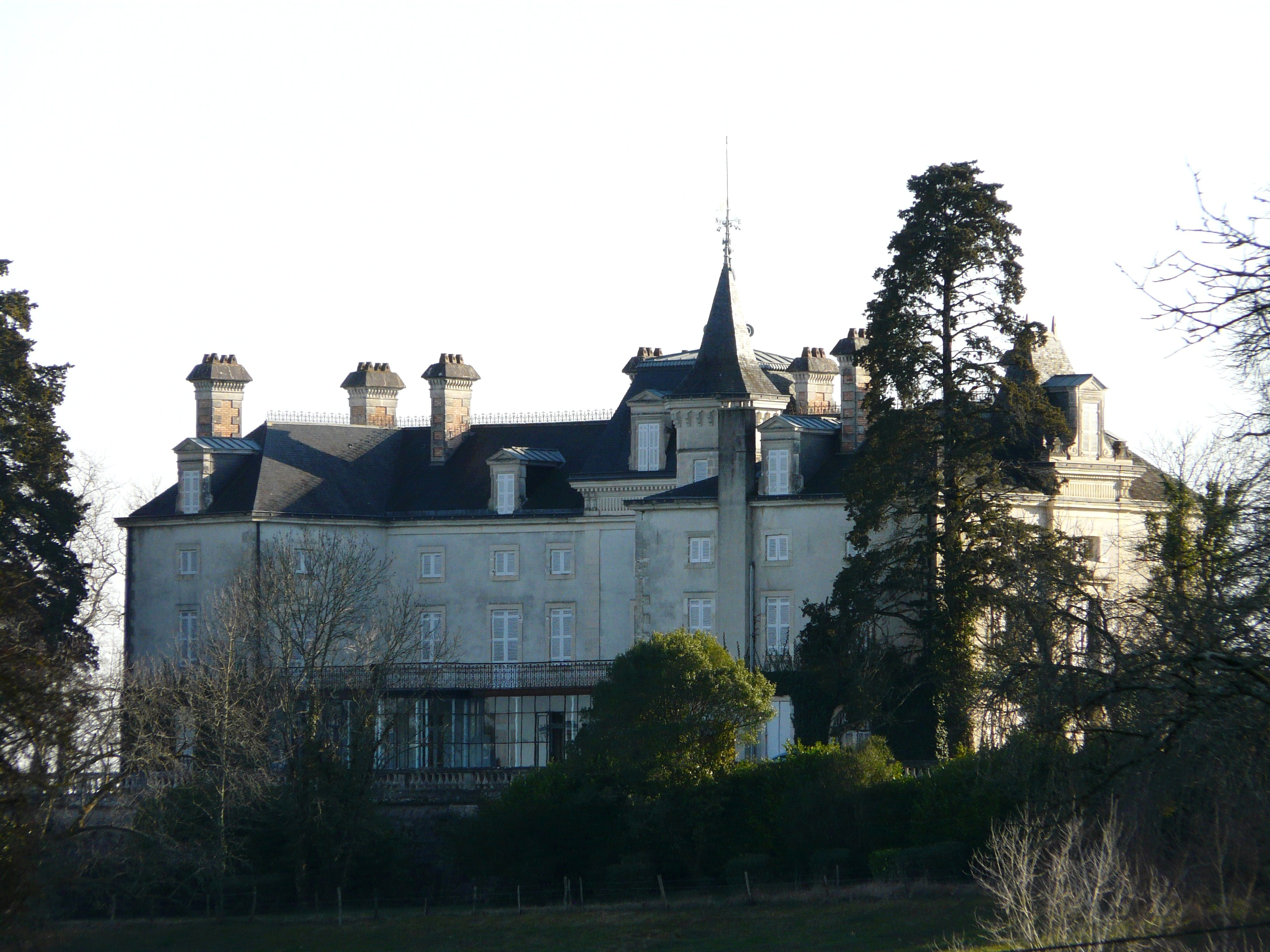
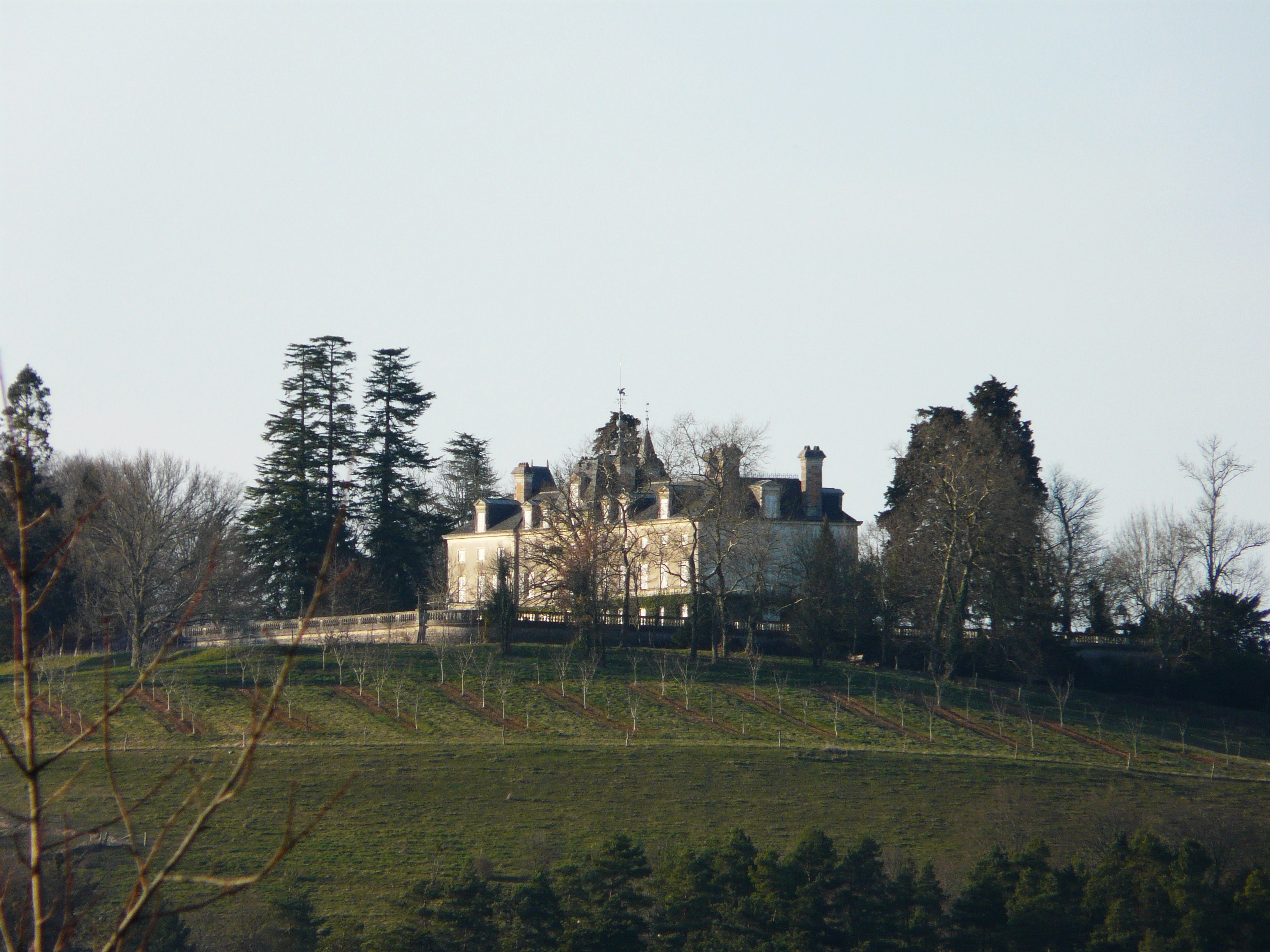